# Honey Popcorn
 (avril 2020).
Pour les articles homonymes, voir Pop-corn (homonymie).
Honey Popcorn (Hangul : 허니 팝콘) est un girls band japonais basé en Corée du Sud formé en 2018 sous Star Empire Entertainment et dissoute en 2022. 
Le groupe se compose de  Yua Mikami, Moko Sakura, Nako Miyase, Ruka Tajima et Sara Izumi. Il a fait ses débuts le 21 mars 2018 avec l'album Bibidi Babidi Boo, .

## Histoire
En février 2018, Yua Mikami annonce qu'elle va faire ses débuts en Corée du Sud dans un nouveau girlgroup avec Miko Matsuda et Moko Sakura. Avant cela, les trois filles avaient travaillé comme idols au Japon, avec Mikami, membre de SKE48, Matsuda, membre de NMB48 et Sakura, membre de Bakusute Sotokanda Icchome (une sous-groupe de Akihabara Backstage Pass). Le groupe a été financé par Mikami elle-même passionnée par le projet. Leurs débuts ont été controversés par les médias sud-coréens car les membres étaient des actrices de films pour adultes.  Le 23 décembre 2018, Miko Matsuda annonce sur son compte Twitter qu'elle quittera le groupe. En juin 2019, Nako Miyase, Ruka Tajima et Sara Izumi rejoignent le groupe.

## Membres
| Nom de scène | Nom de scène | Nom de naissance | Nom de naissance | Date de naissance | Nationalité | Position                                                       |
| Romanisé     | Coréen       | Romanisé         | Japonais         | Date de naissance | Nationalité | Position                                                       |
| ------------ | ------------ | ---------------- | ---------------- | ----------------- | ----------- | -------------------------------------------------------------- |
| Moko         | 모코         | Ito Yuu          | 伊 東 裕         | 19 mars 1991      | Japonaise   | Chanteuse et Unnie (la plus âgée)                              |
| Yua          | 유아         | Momona Kitō      | 鬼頭 桃 菜       | 16 août 1993      | Japonaise   | Leader, chanteuse principale, danseuse principale, visuel      |
| Ruka         | 루카         | Tajima Ruka      | 田島瑠夏         | 19 septembre 1995 | Japonaise   | Chanteuse                                                      |
| Sara         | 사라         | Kaede Hashimoto  | 橋本 楓          | 24 janvier 1997   | Japonaise   | Chanteuse principale, rappeuse, visuel, Maknae (la plus jeune) |

### Ancienne membre
| Nom de scène | Nom de scène | Nom de naissance | Nom de naissance | Date de naissance | Nationalité  | Position                                                                    | Date de départ |
| Romanisé     | Coréen       | Romanisé         | Coréen           | Date de naissance | Nationalité  | Position                                                                    | Date de départ |
| ------------ | ------------ | ---------------- | ---------------- | ----------------- | ------------ | --------------------------------------------------------------------------- | -------------- |
| Miko         | 미코         | Miko Matsuda     | 松 田子子        | 28 octobre 1995   | Japonaise    | Chanteuse principale, danseuse principale                                   | Décembre 2018  |
| Nako         | 나코         | Miyase Nako      | 미야 세 나코     | 11 mars 1997      | Sud-coréenne | Chanteuse principale, danseuse principale, rappeuse, Maknae (la plus jeune) | Décembre 2020  |

## Discographie

### Mini albums
| Titre                         | Détails de l'album                                                                                         | Meilleures positions | Ventes       |
| Titre                         | Détails de l'album                                                                                         | KOR                  | Ventes       |
| ----------------------------- | --- | -------------------- | ------------ |
| Bibidi Babidi Boo             | - Sortie : 21 mars 2018 - Label : Kyun Create, Loen Entertainment - Formats : CD, téléchargement numérique | 18                   | - KOR: 1 500 |
| De-aeseohsta (디에 세오 스타) | - Sortie : 5 juillet 2019 - Label : Kyun Create, Genie Music - Formats : CD, téléchargement numérique      | 32                   | - KOR: 1 682 |

### Singles
| Titre                      | Année | Meilleures positions | Meilleures positions | Album                         |
| Titre                      | Année | KOR                  | CHN                  | Album                         |
| -------------------------- | ----- | -------------------- | -------------------- | ----------------------------- |
| Bibidi Babidi Boo          | 2018  | -                    | -                    | Bibidi Babidi Boo             |
| Pretty Lie 喜歡 和 你 一起 | 2018  | -                    | -                    |                               |
| De-aeseohsta               | 2019  | -                    | -                    | De-aeseohsta (디에 세오 스타) |